# 武蔵会
武蔵会（むさしかい）とは、旧制武蔵高等学校および新制武蔵高等学校の卒業者を普通会員、教職員を特別会員とする同窓会組織。

## 概要
正式名称は武蔵高等学校同窓会。武蔵会は、武蔵高等学校中学校の教育活動支援および会員の一層の社会的地位向上を目的とした組織である。現存する会員数は1万人余り。年1回の総会（会場：学士会館）をはじめ、職域別・地域別に分かれた諸会合が設置されており、政界・財界・学界など幅広い分野で社会的影響力を持つ。なお例年、会報および名簿の発行を行っている。

## 役員
| 名誉会長： | 有馬朗人 | （1950年卒） | - 元文部大臣、第24代東京大学総長、日本科学技術振興財団理事長 |
| 会長：     | 畑口紘   | （1959年卒） | - 弁護士、元日本弁護士連合会副会長                           |
| 副会長：   | 桝田淳二 | （1961年卒） | - 弁護士、長島・大野・常松法律事務所特別顧問                 |
|            | 鮫島宗明 | （1962年卒） | - 元衆議院議員                                               |
|            | 落雅美   | （1967年卒） | - 医師、日本医科大学教授                                     |